# 中國食品
中国食品有限公司（港交所：0506），简称中国食品，前称中国粮油国际有限公司，是一家在香港交易所上市的工业公司。公司在百慕達注册，主席为于旭波，为中粮集团下主营饮料的公司。是在1994年從海嘉國際換取上市。

## 主要业务
现在主营非酒精饮料，2017年以往业务还涵盖了食用油相关产品、糖果类和面粉的生产。
食品加工及有关业务，包括食用油、豆粕及相关产品、酒类、糖果、贸易和面粉制造。加工、装瓶及分销碳酸饮料及分销非碳酸饮料；分销散装烹调油及其他相关产品；生产及分销巧克力及其他相关产品。
曾有葡萄酒及其他酒类产品的生产、销售及买卖；酒类业务主要在中国国内，从事品牌“长城”及“Greatwall”葡萄酒的生产、市场推广和销售以及进口酒类产品，兼有少量黄酒酿造加工、品牌运营及销售业务。集团目前在烟台、沙城和昌黎拥有三个酒厂和两个酒庄。2008下半年开始从事进口葡萄酒代理业务。进口的葡萄酒来自法国、智利、意大利。
集团旗下可口可乐饮料装瓶集团为中国三大可口可乐饮料装瓶集团之一，控股十一个装瓶厂及参股另外九个装瓶厂。该十一个装瓶厂获可口可乐公司授权在中国十六个省、市、及自治区装瓶生产及配送销售可口可乐系列碳酸饮料，并配送销售可口可乐系列果汁、茶和水等非碳酸饮料。品牌：“美汁源”
厨房食品业务以“福临门”、“Fortune”品牌在中国销售小包装食用油和调味品。休闲食品业务以“金帝”、“Le Conte”品牌在中国生产分销巧克力、休闲食品产品。
2016年11月18日太古以46.49億元人民幣現金向中國食品收購湖北、廣西、雲南、江西、海南及上海，以及廣東省湛江市和茂名市的專營區域的10家可口可樂和中糧的裝瓶工廠，同時中國食品以38.74億人民幣，向太古及可口可樂收購重慶、四川、吉林、黑龍江、山西、遼寧及陝西各地的非酒精類即飲飲料業務。
2017年11月16日中國食品以總交易價約50.69億元出售全部酒品類及買賣花生等其他非飲料業務，其中主要包括「長城」葡萄酒的生產及分銷予母公司中糧集團，並且計劃完成出售後向股東派付每股0.93元特別股息，涉及總金額約26.01億元，交易將帶來約5億元虧損。母公司中糧集團將收取約19.28億元特別股息，將在購買價中抵銷。

## 資料来源
1. ↑   (PDF).   [2019-03-10]. （原始内容存档 (PDF)于2019-07-30）.